# Club 8
Club 8 é um duo musical sueco formado em 1995 por Karolina Komstedt (da banda Poprace) e Johan Angergård (Acid House Kings, Poprace).

## Discografia

### Álbuns
- Nouvelle (1996)
- The Friend I Once Had (1998)
- Club 8 (2001)
- Spring Came, Rain Fell (2002)
- Strangely Beautiful (2003)
- The boy who couldn't stop dreaming (2007)

### EPs e singles
- Me Too (1995)
- Missing You (1998)
- Missing You: The Remixes (1999)
- Love In December (2002)
- Summer Songs (2002)
- Saturday Night Engine (2003)
- Heaven (2007)
- Whatever You Want (2007)